# プレビッツ
プレビッツ (ドイツ語: Prebitz) は、ドイツ連邦共和国バイエルン州バイロイト郡（オーバーフランケン行政管区）に属する町村（以下、本項では便宜上「町」と記述する）で、クロイセン行政共同体を構成する。

## 地理

### 自治体の構成
この町は、公式には14の地区 (Ort) からなる。このうち小集落や孤立農場などを除く集落を以下に列記する。
- アルテンクロイセン
- ビーバースヴェール
- エンゲルマンスロイト
- フンケンドルフ
- ローザウ
- プレビッツ
- フォイタ

## 歴史
プレビッツは1792年からプロイセンのバイロイト侯領の一部となり、1807年のティルジットの和約によってフランス領となり、1810年にバイエルン王国に編入された。

## 行政
首長は、ハンス・フライベルガー (Freie Wählergemeinschaft)である。

## 引用
1. ↑  https://www.statistikdaten.bayern.de/genesis/online?operation=result&code=12411-003r&leerzeilen=false&language=de Genesis-Online-Datenbank des Bayerischen Landesamtes für Statistik Tabelle 12411-003r Fortschreibung des Bevölkerungsstandes: Gemeinden, Stichtag (Einwohnerzahlen auf Grundlage des Zensus 2011)
2. ↑  Bayerische Landesbibliothek Online